# William Graber

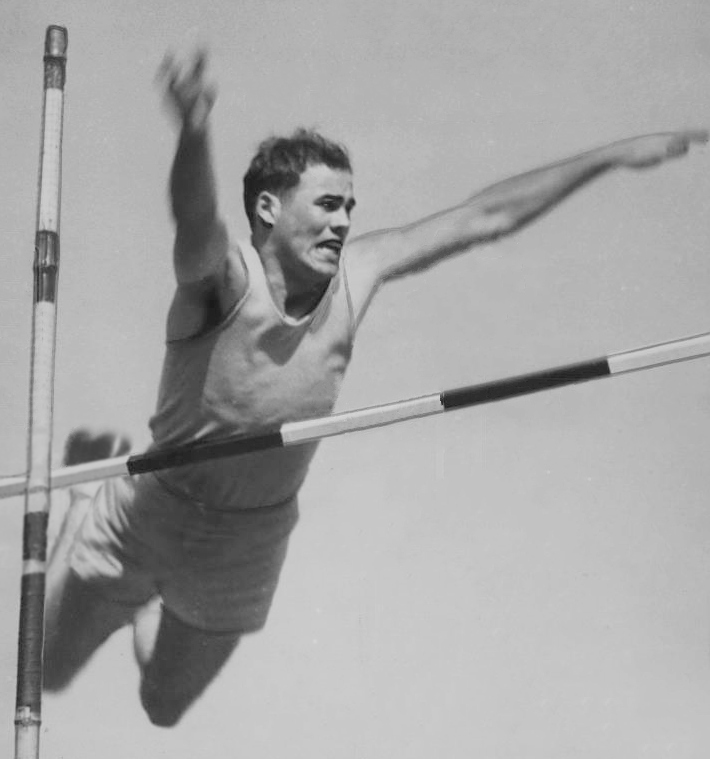
William Graber, 1934

William Noe „Bill“ Graber  (* 21. Januar 1911 in Ontario, Kalifornien; † 8. März 1996 in San Bernardino, Kalifornien) war ein US-amerikanischer Leichtathlet, der in der ersten Hälfte der 1930er Jahre im Stabhochsprung erfolgreich war. Er sprang Weltrekord und nahm an zwei Olympischen Spielen teil. William Graber hatte bei einer Größe von 1,88 m ein Wettkampfgewicht von 81 kg.

## Leistungen
- 1931, 1932 und 1933 war Graber Erster der Weltbestenliste
- 1931, 1932 und 1933 gewann er dreimal in Folge die IC4A-Meisterschaft (Jedoch nur 1931 war er mit übersprungenen 4,28 m alleiniger Meister)
- 1931 und 1933 gewann Graber jeweils den NCAA-Titel: 1931 mit 13′ 10 5/16″ und 1933 mit 13′ 11 1/16″
- Am 16. Juli 1932 verbesserte er in Stanford zweimal den Weltrekord: 14′ 1 5/8″ (= 4,30 m) und 14′ 4 3/8″ (= 4,37 m)

Weniger erfolgreich war er bei Olympischen Spielen. 1932 in Los Angeles wurde er Vierter, 1936 in Berlin Fünfter, beide Male mit einer übersprungenen Höhe von 4,15 m.